# مرکز بیوتکنولوژی شاهزاده هیا
مرکز بیوتکنولوژی شاهزاده هیا (عربی: مركز الأميرة هيا للتقانات الحيوية) مرکز تحقیقاتی وابسته به دانشگاه علم و صنعت اردن، واقع در شهر رمثا در شمال اردن است. این مرکز دارای ۱۶ آزمایشگاه تحقیقاتی است که فعالیت علمی در سطح محلی و منطقه‌ای را پشتیبانی می‌کنند. این مرکز در سال ۲۰۰۵ تأسیس شد تا جزئی از مجموعه دانشگاهی که بیمارستان دانشگاهی شاه عبدالله هم جز آن است. شاهزاده هیا بنت حسین رئیس افتخاری این مرکز است.